# کارینه آجمیان
کارینه خاچیکی آجمیان (Կարինե Խաչիկի Աճեմյան؛ زادهٔ ۱ ژوئیهٔ ۱۹۶۲) یک بازیگر و سیاستمدار اهل ارمنستان است که از تاریخ ۲۰۰۷ تا تاریخ ۲۰۱۸ سمت نمایندگی دوره‌های چهارم تا ششم مجلس ملی جمهوری ارمنستان را برعهده داشت.

## زندگی‌نامه
در ۱ ژوئیهٔ ۱۹۶۲ در ایروان به دنیا آمد. وی همچنین برنده مدال گارگین نژده و مدال قدردانی شده است. وی متأهل و صاحب یک فرزند است.